# Мушанов, Никола
Нико́ла Сто́йков Муша́нов (болг. Никола Стойков Мушанов; 12 апреля 1872, Дряново — 10 мая 1951, София) — болгарский политический деятель, премьер-министр Болгарии в 1931–1934. Один из лидеров Демократической партии.

## Биография

### Юрист и политик
Окончил юридический факультет в Экс-ан-Провансе во Франции (1893). В 1893—1896 годах — судья и прокурор в городах Стара-Загора и Варна, в 1897—1908 годах — адвокат в городе Русе. Был членом, а затем и одним из лидеров Демократической партии, последовательно придерживался либеральных взглядов. Был депутатом 12-го (1902—1903), 14-го (1911—1913), 16-го (1913), 17-го (1914—1919), 18-го (1919—1920), 19-го (1920—1923), 21-го (1923—1927), 22-го (1927—1931), 23-го (1931—1934), 24-го (1938—1939) и 25-го (1940—1944) Народного собрания.
С 29 января 1908 по 18 сентября 1910 года – министр народного просвещения, с 18 сентября 1910 по 29 марта 1911 года – министр внутренних дел в правительствах лидера Демократической партии Александра Малинова. В конце Первой мировой войны Малинов вновь стал премьер-министром, а Мушанов – вначале министром общественных работ, дорог и благоустройства (21 июня – 17 октября 1918), а затем министром железных дорог, почт и телеграфов (17 октября – 28 ноября 1918). Также входил в состав и следующего кабинета министров, сформированного Теодором Теодоровым – в качестве министра внутренних дел и народного здравоохранения (28 ноября 1918 – 7 мая 1919).
Находился в оппозиции к «земледельческому» правительству Александра Стамболийского. Как член правительства Малинова (1918), был привлечен к суду по обвинению в военных поражениях Болгарии (тем самым, правительство Стамболийского нейтрализовало часть своих оппонентов), в 1922–1923 годах находился в заключении в Шумене. После свержения Стамболийского был освобождён, входил в состав той части Демократической партии, которая сохранила собственную идентичность, отказавшись войти в состав политического объединения „Демократический сговор“, находившегося у власти в 1923–1931 годах. Был одним из лидеров Народного блока, победившего на парламентских выборах 1931 года. В составе последнего кабинета Александра Малинова вновь являлся министром внутренних дел и народного здравоохранения (29 июня – 12 октября 1931).

### Премьер-министр
Сформировав собственное правительство, был премьер-министром с 12 октября 1931 по 19 мая 1934, одновременно оставаясь министром внутренних дел и народного здравоохранения. Кроме того, управлял министерствами юстиции (31 декабря 1932 – 18 января 1933) и железных дорог, почт и телеграфов (5–19 мая 1934). Правительство управляло страной в период мирового экономического кризиса, серьёзно затронувшего и Болгарию. В 1932 году оно смогло добиться отмены репараций, которые страна должна была платить по итогам проигранной Первой мировой войны, однако значительных успехов в области экономики достигнуть не удалось.
Премьер-министр старался повысить международный авторитет Болгарии: так, в 1933 в Софии состоялась встреча Международного согласия («Антанты») радикальных и демократических партий, в состав которого входила болгарская Демократическая партия. Кабинет Мушанова пытался наладить отношения с Турцией, но не достиг успеха. Кроме того, он предпринял шаги для сближения с Югославией – в декабре 1933 царь Борис III и Мушанов совершили государственный визит в эту страну.
Экономические проблемы усугублялись разногласиями в рамках правительственной коалиции (в неё входили партии, отстаивавшие часто противоположные интересы бизнеса, городских средних слоёв и крестьянства), что резко снизило дееспособность кабинета министров. Всё это способствовало перевороту 19 мая 1934 года, в ходе которого правительство было свергнуто.

### Деятель оппозиции
С 1934 года находился в оппозиции, в 1940–1944 годах – лидер оппозиционных сил в Народном собрании, во время Второй мировой войны участвовал в кампании по спасению болгарских евреев. С 2 по 9 сентября 1944 года входил в состав правительства Константина Муравиева в качестве министра без портфеля. Вместе с другими членами этого правительства был предан так называемому Народному суду и приговорён к одному году лишения свободы, что исключило его из политической жизни в период утверждения у власти правительства Отечественного фронта (в 1996 году Верховный суд отменил этот приговор). В сентябре 1945 года был освобождён из тюрьмы и вернулся к активной деятельности в составе Демократической партии.
В 1947 году был выслан в Тырново, в 1949 году — в село Заград, но вскоре возвращён в Тырново, где жил в общежитии.
В начале мая 1951 года был арестован по подозрению в связях с запрещёнными оппозиционными партиями и последователями Трайчо Костова. Скончался 21 мая в кабинете следователя госбезопасности. Официальным диагнозом стал разрыв сердца.

## Память
Автор мемуаров. Один из бульваров Софии назван в его честь.